# Festetics Andor (politikus)
Tolnai gróf Festetics Andor Antal Ágoston (Pest, 1843. január 17. – Böhönye, 1930. augusztus 16.) politikus, földművelésügyi miniszter, nagybirtokos.

## Élete
A gróf tolnai Festetics család sarja. Apja gróf tolnai Festetics Ágoston (1805–1882) császári és királyi kamarás, földbirtokos, anyja, gróf zsadányi és törökszentmiklósi Almásy Adél (1807–1870), csillagkeresztes és palotahölgy. Az igen jómódú köznemesi tolnai Festetics Ágoston, valamint fivérei Festetics Dénes és Sámuel 1874. április 23-án Ferenc József magyar királytól grófi cimet szerzett. Az Apai nagyszülei nemes tolnai Festetics Antal (1764–1853), császári és királyi kamarás, földbirtokos, és báró miháldi Splényi Amália (1783–1847) voltak. Az anyai nagyszülei gróf zsadányi és törökszentmiklósi Almásy Énok (1779–1814), császári és királyi kamarás, földbirtokos és gróf buzini Keglevich Terézia voltak. Festetics Andor grófnak a leánytestvére, gróf Festetics Karolin (1838–1919), akinek a férje, gróf szapári, muraszombati és széchyszigeti Szapáry Gyula (1832–1905), a Magyar Királyság miniszterelnöke 1890 és 1892 között, valamint fivére, gróf Festetics Pál (1841–1924), hitbizományi birtokos, belső titkos tanácsos, császári és királyi kamarás, főkamarásmester.
Festetics Andor gróf jogot tanult, majd Pest-Pilis-Solt-Kiskun vármegye aljegyzője volt. Később Vas vármegyei birtokán gazdálkodott. A Szabadelvű Párt programjával Felsőőr országgyűlési képviselője 1892 és 1896 között, 1896-ban csak képviselőjelölt volt. 1897-től 1902-ig a főrendiház tagjaként tevékenykedett. Az Wekerle- és a Bánffy-kormány földművelésügyi minisztere (1894. július 16. – 1895. november 2.) volt. A Szombathelyhez közeli szelestei kastély építtetését 1855-ben a szentgyörgyi Horváth Ádám kezdte el, angol-gót stílusban, de az építkezést végül gróf Festetich Andor fejeztette be. 1872-től birtokolta az épület és a hozzá tartozó földterületet. Festetich Arnold nevéhez fűződik a csodálatos arborétum kialakítása is, melyben több mint 500 féle növény különlegességet gyűjtött össze, és kialakította a kastélyt övező teraszokat. Amikor menekülnie kellett - a falu lakói annyira szerették, hogy - saját lovásza fogadta be, bujtatta. 1930. augusztus 16-án ott halt meg a Szeleste közelében lévő lovász-tanyán. 

## Családja
Feleségül vette Gyülevízen 1870. október 1-jén gróf verőczei Pejacsevich Magdolna "Lenke" (Bécs, 1851. április 24.–Böhönye, 1936. november 20.) kisasszonyt, akinek a szülei gróf Pejacsevich Márk (1818–1890), földbirtokos és gróf bethleni Bethlen Hermina (1828–1911) voltak. A menyasszony apai nagyszülei gróf verőczei Pejacsevich János (1765–1821), földbirtokos, és daruvári Jankovics Katalin (1785–1820) voltak. A menyasszony anyai nagyszülei gróf bethleni Bethlen Ádám (1789–1863), királyi kamarás, földbirtokos és gróf bethleni Bethlen Borbála (1800–1880) voltak. Az esküvői tanúk gróf Almásy György, királyi kamarás, báró Mesznil Viktor (1813–1892), gróf Andrássy Gyula (1823–1890), a Magyar Királyság miniszterelnöke és gróf Festetics Dénes királyi kamarás voltak. Festetics Andor gróf és Pejacsevich Lenke grófnő frigyéből két gyermek született:
- gróf Festetics Sándor Ágost Dénes (Dég, 1882. május 31. – Balatonrendes, 1956. szeptember 12.) politikus, hadügyminiszter; hitbizományi nagybirtokos. Felesége: gróf Károlyi Júlia (*Parád, 1883. június 1.–Balatonrendes, 1954. június 29.), aki gróf Károlyi Mihálynak a húga volt.[11]
- gróf Festetics Andor (Alsószeleste, 1884. szeptember 2.–Böhönye, 1928. március 11.), földbirtokos.